# Семіноли
Семіноли (мік. Yat'siminoli, англ. Seminole) — індіанське плем'я, що походить з Флориди, нині також проживає на території Оклахоми.

## Історія
Плем'я виникло на початку XVIII століття внаслідок об'єднання індіанців (переважно крікського походження), які проживали на території сучасних штатів Джорджія, Міссісіпі і Алабама, а також втікачів негрів-невільників з Південної Кароліни і Джорджії.
У середині XIX століття більшість семінолів примусово переселено американським урядом з Флориди в індіанську резервацію в Оклахомі. Невелика частина племені, від 300 до 500 осіб, залишилася на півдні Флориди, в Еверглейдс, і чинила запеклий опір армії США, яка втратила в боях з семінолами близько 1 500 солдатів. Флоридські семіноли так і не здалися білим американцям і гордо іменують себе «Нескореним народом», вони єдине індіанське плем'я, хто не підписав формального мирного договору з США. У той же час, семіноли входять до складу «П'яти цивілізованих племен».

## Демографія
У 1817 році налічувалось близько 20 000 корінних семінолів і 800 «чорних» втікачів з рабства. Після запеклої війни з білими поселенцями і армією США кількість семінолів зменшилась до 15 000 осіб, але до 1835 року їхня кількість відновилась. Та після остаточного подолання спротиву індіанців, тисячі їх втратили свої життя або культурну ідентичність.
За даними на 2000 рік кількість семінолів оцінюється в понад 20 000 осіб.
Плем'я семінолів володіє землями у Флориді та Оклахомі. Основні ділові інтереси племені — тютюн, туризм і гральний бізнес. У 2006 році плем'я купило всесвітньо відому мережу ресторанів Hard Rock Cafe за $ 965 млн.
Сьогодні близько 2100 семінолів проживає у Флориді і понад 18 000 — в Оклахомі. Резервації у Флориді: Брайтон, Іммокалі, Біг-Сайпресс, Холлівуд та інші.